# 5.º Distrito Congressional do Alabama
O 5º Distrito Congressional do Alabama é um dos 7 Distritos Congressionais do Estado norte-americano do Alabama, segundo o censo de 2000 sua população é de 635.300 habitantes.
Fica ao Norte deste Estado e inclui os condados de:
- Colbert
- Lauderdale
- Lawrence
- Limestone
- Madison
- Jackson
- Morgan